# Conacul Marghiloman din Fundeni
Conacul Marghiloman din Fundeni este un monument istoric aflat pe teritoriul satului Fundeni, comuna Zărnești.
Conacul a fost construit între 1889-1905, pe două nivele, cu rolul de reședință de vară a familiei și totodată de centru administrativ al moșiei Fundeni-Tulbureasca, întinsă pe 254 de hectare. Din aspectul inițial, clădirea mai păstrează doar ornamentațiile din lemn traforat de la etaj și balustrada din fier forjat.